# 臺灣教育改革

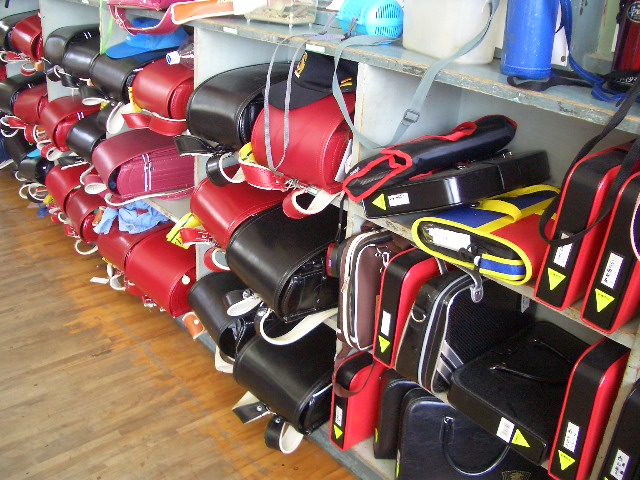
"減輕書包重量"為教改重要目標

台灣教育改革，簡稱教改，是指台灣1990年代以來一連串的教育改革措施，不論是法令、師資、課程、教學、教科書、財政等方面，均有重大的變革，堪稱台灣教育史上變動最劇烈的階段。由於教改牽涉層面相當廣，因此不斷為社會各界所廣泛討論。又因爭議頗多，且配套不足倉促上路，實施至今各界給予不一的評價。

## 背景
以一個教育的學者觀點來看，記得當民國七十九年之際，我在上課的時候就跟學生提到：「臺灣當在政治解嚴到某一個程度之後，大家必然會關心教育的改革。」果不其然，從民國八十年代以後，有關教改的運動此起彼落，風起雲湯，甚至於造就了這轟轟烈烈的十年教改路。——楊思偉〈回首教改十年路〉，2004年4月
在《臺灣省戒嚴令》實施後，教育部於1950年頒布實行《戡亂建國教育實施綱要》，強調三民主義與中華文化精神。戒嚴期間的臺灣教育，從此以注重國家建設、動員社會為主。期間最重大的教育變革，為1968年實施的九年義務教育。除此以外，再無其他重大改革。
1987年，臺灣宣佈解嚴、政府開始回應臺灣民主化運動。隨著民主開放浪潮開放，社會各界紛紛提出改革訴求。1992年，臺灣人均GDP突破一萬美元、處於邁向發達經濟體的經濟轉型時代。當時的臺灣企業就認為，臺灣教育的學生缺乏創造力、且難以為企業所用。與此同時，民間教改團體也陸續成立，指出當時教育制度下的諸多問題。其中以過度管理、過度強調升學主義最為明顯。自此，台灣的教育開始進入風起雲湧的階段。重要民間教改團體有振鐸學會、大學教育改革促進會、教師人權促進會、人本教育文教基金會、主婦聯盟環境保護基金會、中華民國教育改革協會、澄社、台灣教授協會、台灣教師聯盟。

## 教改大事紀
1988年1月31日，第一屆民間團體教育會議由人本教育文教基金會、主婦聯盟等32個民間團體召開民間團體教育會議。往後幾屆皆針對不同的教育主題提出建言。後來這些民間團體組成「四一〇教改聯盟」，並於1994年4月10日發起大遊行活動，並成立四一〇教改聯盟持續推動，引起社會各界廣大迴響。其提出的四項訴求分別為：落實小班小校、廣設高中大學、推動教育現代化、制定教育基本法。此次大遊行給時任政府極大壓力，後來被視為台灣教改的起點，而四項訴求也成為後來教育改革的主軸。
1994年6月，教育部召開第七次全國教育會議，主題為：「推動多元教育、提升教育品質、開創美好教育遠景」。會議之各項結論，形成1995年所頒布《中華民國教育報告書》（《教育白皮書》）之藍本。也成為日後成立教育改革審議委員會的起源。
1994年7月28日行政院通過《教育改革審議委員會設置要點》。同年9月21日行政院教育改革審議委員會正式成立（簡稱教改會），由中央研究院院長李遠哲擔任主任委員會兼召集人。在1994到1996年運作期間，共提出四期諮議報告書及《總諮議報告書》，作為台灣教育改革的重大依據。在《總諮議報告書》中，提出教育改革之八大重點優先項目，分別為修訂教育法令與檢討教育行政體制、改革中小學教育、普及幼兒教育與發展身心障礙教育、促進技職教育的多元化與精緻化、改革高等教育、實施多元入學方案、推動民間興學、建立終身學習社會。1996年12月2日行政院教改會在提出《總諮議報告書》後解散，
「教育改革推動小組」在1997年1月，蕭萬長院長任內正式成立，由時任行政院副院長；前教改會委員劉兆玄擔任召集人。1998年5月14日，行政院院會通過「教育改革行動方案」，編列五年1570億的經費推動教育改革的重點工作，經費推動教育改革的重點工作。蕭萬長當天裁示：「請推動小組召集人劉副院長協調教育部，融合「教育改革總諮議報告書」及教育部原先提出的「教育改革總體計畫綱要」，擇取其中最重要的改革項目擬具「教育改革行動方案」，作為落實教育改革工作與評估教育改革成效的依據。在本院「教改推動小組」審議過程中與各方專家學者達到充份的共識」。
2001年初，媒體報導「教育改革推動小組」將廢除，時任行政院新聞局局長蘇正平在2001年2月12日發布的新聞稿中表達行政院立場：「集思廣益，依規定程序處理。」「報載，教育部曾兩度行文本院籲請評估教育改革推動小組功能、曾部長並口頭向行政院長官建議取消教育改革推動小組、及教育部從農曆年前一直催促教育改革推動小組開會等情，經查均非事實。」
2002年10月19日，時任行政院院長；前教改會委員游錫堃表示，政府決定提高層級，將「教育改革推動小組」改組成「教育改革推動委員會」，由他親自擔任召集人，希能順利推動教改，改組完成與否，卻沒有相關報導。
2003年7月，台大教授黃光國和政大教授周祝瑛等專家學者發表《重建教育宣言》(《教改萬言書》)，指責教改政策引發自願就學方案、建構式數學、九年一貫課程、多元入學方案、教科書一綱多本、消滅明星高中、補習班盛行、教師退休潮、師資培育與流浪教師、統整教學、廢除高職、廣設高中大學及教授治校等13種教改亂象。這些教授同時發起「重建教育連線」及「終結教改亂象，追求優質教育」全民連署行動。
萬言書一出，有百餘位學者參與連署，包括前暨大校長李家同、台師大院長吳武典、台大教授薛承泰、政論家南方朔、作家蔡詩萍等人。教育部隨即針對指控一一作出回應。與此同時，也出現許多針對萬言書的反對意見，比如史英就發表「我們對「萬言書」的疑惑」回應萬言書，指責萬言書前後矛盾、提不出方案。對《教改萬言書》提出意見的各方，在言論交鋒方面，少有交集或共識。
2009年7月，由全國家長團體聯盟、中華民國教育改革協會、人本教育基金會 等民間團體組成之「我要十二年國教聯盟」發起在國中基本學力測驗結束當天的「七一二我要十二年國教」遊行。遊行訴求為：
1. 立即宣佈民國101年開始實施12年國民基本教育
2. 明訂每年編列200億專案預算，十年內專用於12年國教，教育經費由21.5%調高到22.5%。
3. 實施真正免試升高中職，才有優質教育、快樂學習及全球競爭力！
  1. 免試：不要採計在校成績---要廢除基測免試上高中職
  2. 優質：不要歧視，要讓每個人都讀優質的高中職
  3. 快樂：不要扭曲的生活，要健康快樂的身心靈
  4. 競爭力：不要罐頭工廠，要有競爭力的適性教育

公開支持十二年國教訴求的學者專家有中研院院士朱敬一、台大教授黃武雄、清大教授李丁讚等人。儘管如此，一反過去教育改革多以學者或專門的教育議題組織為主軸，此次遊行的參與團體大多是家長聯盟或社區大學組織，顯示出台灣教育議題的民間改革力量的擴張。
在遊行前一天，教育部長鄭瑞城就回應了十二年國教政策，其以尚未有社會共識、政府預算不足為理由，認為十二年國教政策不能貿然實施。
社會上對於「我要十二年國教聯盟」所提出的訴求也仍有質疑，部分在於實際執行面十分複雜而困難；另外也有論點指出，過去教育改革的失敗顯示台灣民情仍應該以考試制度為主，十二年國教的齊頭式平等無法改變家長的「升學至上」價值觀。
2009年9月內閣改組後，新上任的教育部長吳清基對於十二年國教政策規劃，態度上較鄭瑞城積極，但仍無具體時間表。
2011年元旦，馬英九總統宣布2014年正式實施十二年國民基本教育。2014年8月，十二年國教全面實施。

## 重要教育法令與措施

### 師資培育法
過去台灣的師資培育制度是一元化的模式，依照《師範教育法》由各師範院校負責培養師資，師範生皆為公費，畢業後由政府分發到各中小學任教。1994年2月7日，總統公布《師資培育法》，改變過去師範生公費制度，師資培育改採「儲備制」，以自費為主，且一般大學均可以申請教育學程，參與師資培育的工作，確立台灣師資培育多元化的道路，往後經過幾次修正後，其重要內容主要有：設置師資培育審議委員會、規費師資培育機構、明定師資培育職前教育課程、確立半年教育實習課程、設立教師資格檢定委員會等。
政策本意是要讓更多大學培育師資，中小學校可從中選出較優秀老師，但在教育部缺乏有效管理的情況下，設教育學程成了不少大學「招生」的新賣點，教育學程開設浮濫，師資培育學生（簡稱師培生）大增，使教師甄試開始出現僧多粥少情況。近年少子化問題浮現，學校開始減班，校方以凍結教師缺額因應教師超額，或改聘代理代課教師，使師培生就業更加困難，出現大量流浪教師，呈現人力供需嚴重失衡的狀況，也造成教育資源的浪費。而師範院校原本可以公費吸引素質優良之學生就讀，在自費生大幅增加後，各校錄取分數皆不如以往。
2005年6月12日，由實習教師與流浪教師發起「拯救國教大遊行」，抗議教育部師資培育政策失當，讓大批具有資格的教師找不到工作，並提出「確實落實小班制度，班級人數降至每班30人」、「提高師生比，每班1.5名教師提高至2.0」、「3年內減少50％以上師資培育機構暨招生名額，教師課稅可用以增加教育經費」、「修定並落實教師評鑑指標」、「教師甄試缺額應在簡章發售時公佈以維護考生權益」等6項訴求。

### 教師法
1995年8月9日，總統公布《教師法》，將教師權力制度化，基本精神為確立公教分途原則、保障教師工作權益、提升教師專業自主、增進學校校園民主，確立了教師資格取得與教師任用方式，並明定教師權利義務、規範教師解聘、停聘與不續聘之條件。《教師法》使教師的權益獲得法律的保障，促進教師專業的有效提升，校園民主化，打破以往校務由校長一人主導的情況。
爭議：法令中缺乏教師評鑑制度，因評鑑可能導致干擾正常教學；學校內部容易產生派系鬥爭，影響校園和諧氣氛，加上家長權力擴充，校務往往陷入行政、教師、家長三方角力的情況。

### 教育基本法
1999年6月23日，總統公布《教育基本法》，規定人民是教育的主體，教育權由中央下放至地方，國民教育得視社會發展延長年限，保障弱勢族群受教權，鼓勵私人興學，得將公立學校委託私人辦理。此為台灣教育改革史上的大事，由於其效力遠大於其他教育法律，可說是一切教育法規的根本大法，因此對整體教育有極為深遠的影響。

### 臺灣大專院整併政策發展
1995年教育部發行之《中華民國教育報告書》中，提及「將鼓勵部分規模過小，缺乏經營效率及競爭力之學校，配合整併發展需求，尋求與其他學校合併之可行性，建立多校區之大學，使資源做有效之運用。」

1996年行政院教改會之《教育改革總諮議報告書》中，指出「現有公立高等教育學府，部分規模太小，以致教育資源重疊，難獲應有之效益，宜考慮予以合併或擴充至適當規模，以有效運用資源，提升品質」，即有將部分大專院校進行整併之概念。

1999年教育部推動「地區性國立大學校院整併試辦計畫」作為國立大專院校整併依據，並編列十億元的專案預算，補助整併學校發展之用，而在此政策導向和經費激勵下，國立嘉義師院與國立嘉義技術學院於2000年2月1日正式合併為國立嘉義大學。

2001年8月教育部公布「國立大學校院區域資源整合發展計畫」，在配合地方或區域發展的需求與均衡下，透過校際合作、策略聯盟或鼓勵同區域或性質能夠互補的國立大學校院進行合併，以達到資源整合的目的。

2002年教育部宣布以3年100億的預算規模，執行「研究型大學整合計畫」，推動國內研究型大學的發展，整合的模式包括校內整合、校際整合、大學系統及整併，而此計畫促成臺灣聯合大學系統的設立。

2005年教育部公布「師範校院定位與轉型發展方案」與「國立台北師範學院等六校成立轉型改名教育大學籌備處」，推動國北師、新竹師院、台中師院、屏東師院、花蓮師院、市立臺北師院等六所師院轉型教育大學，並與鄰近大學整併。

2011年1月26日大學法修正案通過，其中第七條載明教育部擬訂大學合併計畫，報行政院核定後，由大學執行。教育部在2012年6月22日制定「國立大學合併推動辦法」，訂定合併辦法，組成合併推動審議會。

2013年1月23日教育部針對「單一縣市超過2所國立大學且學生數低於一萬人」之學校推動合併，發文給國立陽明大學、國立臺北教育大學、國立臺北藝術大學、國立臺北護理健康大學、國立臺北商業技術學院、國立臺灣戲曲學院、國立新竹教育大學、國立臺中教育大學、國立臺灣體育運動大學、國立臺南大學、國立臺南藝術大學、國立中山大學、國立高雄大學、國立高雄師範大學、國立高雄第一科技大學、國立高雄海洋科技大學、國立高雄餐旅大學、國立屏東教育大學、國立屏東商業技術學院等19所符合條件之國立大專院校。

### 國中畢業生自願就學方案
簡稱自學方案，為多元入學管道的構想之一，為日後十二年國民教育作準備。這個政策的構想是廢除高中入學考試，改以國中在校期間五育評量的成績為依據，學生畢業後依照志願分發至高中、高職或五專，於1990年起開始試辦。其特色為：畢業生不考聯考，減輕升學壓力，促進國中教學正常化、作業評量方式多元化，讓學生獲得全人教育。
- 爭議：
  - 自學方案原是為了減輕升學壓力而實施，但反對者認為採計每次的段考成績，反而造成每次考試都有壓力。政治大學馬信行教授曾進行研究，發現普通班與自學班均感受到升學的壓力[33]。
  - 部分自學班的成績低落，被視為是「放牛班」。
  - 「五等第九分制」的計算成績遭質疑違反教育原理。
  - 在「低成就高分發」的情況下，部分學生升高中職後適應困難。

至86學年度（1997年），僅剩台北市繼續試辦自學方案，91學年度（2002年）國三學生畢業分發後，台北市亦正式停止試辦。

### 開放教科書市場
教科書開放的構想是可增加「一綱多本」的特色，減少一元化的單一標準，且藉由市場自由競爭，改善教科書品質，並以政府審定制度把關。1968年之前台灣的教科書為統編本和審定本並行制，之後統一由國立編譯館編輯印行。
由於民間要求，加上教改會也建議開放民間編寫教科書，教育部於是宣布教科書採用「審定制」，78學年（1989年）起開放的國中藝能和活動科目審定版的教科書，即是回應第六次全國教育會議建議，並公布「改進高中暨國民中小學教科用書編輯方式實施要點」，是台灣教科書重新開放的開端。國小藝能和活動科目審定本在1991年開放，立法院在1994年6月9日通過「教育部應於二年內全面開放審定本教科書，審定標準由教育部定之」，隔年教育部宣布自85學年度(1996年)起，教科書將逐年開收，高中教科書自1999年開始逐年開放。
開放之初，國立編譯館仍為中小學教科書的審查單位，故1996年時教育部命台灣省國民學校教師研習會負責國小教科書審查工作。1996年國立編譯館編輯國小國語、數學、社會、自然、生活與倫理及健康教育六個科目，與其他書商編輯的教科書一起送審。。1996年立法院教育、預算委員會部分委員主張國立編譯館應退出教科書市場，2002年「統編本」正式走入歷史。
教科書開放可去除單一版本教科書情形下一元化思想，並可藉由市場競爭，提升統編本品質，也可以活化學生思考和增加教師專業能力發展，並開放民間出版社參與教科書市場的自由。
然而，教科書政策也出現許多爭議。吳武典指出政策問題有：教科書中錯誤百出，品質優劣不一、學校與教師評選教科書之專業能力不足、課程系統混亂、家長對教科書無所適從、參考書價上漲，家長負擔大、缺乏配套措施……等。2002年10月30日立法院的中央政府總預算通過附帶決議文中註明：「國立編譯館應立即恢復編印國中小學教科書之業務」。同年12月25日，在台灣書店預算審查通過附帶決議中提到：「教育部應停止民間業者編寫九年一貫國中小學教科書業務，立即由國立編譯館統一編印，以杜絕教科書開放民間版本後，因一綱多本加重學生家長經濟負擔，學生學習壓力等諸多亂象。
2006年，台北市長參選人郝龍斌提出「一綱一本，共辦基測」政見，並於當選後推動一綱一本政策；教育部則持反對意見，並於2007年4月發出解釋令若推動「一綱一本」以違法論處；台北市隨後提出釋憲，獲8縣市聯名。6月底台北市、臺北縣與基隆市首長達成共識，在97學年度（2008年）國中新生教科書採一綱一本，並在民國100年（西元2011年）共同舉辦基測，命題原則是「考綱又考本」。
郝龍斌的一綱一本政策，並未受到當地老師的認同。2007年11月12日，中山國中的音樂老師蕭曉玲按鈴控告郝龍斌，但在12月13日該國中將蕭老師以「教學不力」提報為不適任教師，並在2008年1月30日以「行為不檢」為由直接解聘。2008年，中華民國全國教師會調查發現學生壓力不減反增。到了2010年，全國教師會發現有九成北北基師生，不認為政策有降低課業壓力。
2011年，台北市教師發現，北北基聯測考題中，出自北北基指定課本的比例很低，使得一綱一本政策倍受質疑；時任全國教師會秘書長吳忠泰質疑一綱一本之餘，還指出課本並不是學生壓力的來源。與此同時，北北基自辦基測出現分發失誤，引發學生家長抗議郝龍斌的教育政策。
2012年3月，台北市政府宣佈將於8月起停辦一綱一本政策，未來北北基將跟隨一綱多本政策。一綱多本政策自此確立。

### 建構式數學
- 1993年教育部頒布《國小數學課程標準》，在教育目標中提到「……養成主動地從自己經驗中，『建構與理解』數學的概念」、「數學的概念與技能必須由兒童自行『建構』，無法由教師灌輸而獲得」，這些概念後來被通稱為建構式數學。建構式數學以發現式學習為核心概念來教授數學。
- 爭議：建構式數學主要推動者為台大數學系教授（黃敏晃及史英）[40]。建構式數學和傳統數學教學有極大差異，卻在教師與社會大眾皆不熟悉的情況下實施，其中最為人詬病的部分在於繁瑣的計算過程，和傳統背誦九九乘法表相比，計算速度十分緩慢且無效率，且未考慮實際生活應用需求，造成基層教師及家長嚴厲的批評。2002年學習建構式數學的第一批學生升上國中，全國平均國一數學成績較以往大為滑落，隨即引起媒體廣大的討論與社會輿論抨擊。
- 2003年初教育部下令規定不再獨尊建構式數學。然而，其建構式數學支持者仍認為教育失敗是台灣教師及社會民眾素質不高所導致。
- 實則建構式數學並非為筆算而設計，實際上是為計算機語言而設計，代表性程式語言C的基本算式迴圈即是以建構式數學形式來書寫的。[來源請求]

### 綜合高中
指高級中學同時開設普通課程及若干職業課程（依各校特性而開設），結合了高中與高職之課程，讓學生適性選讀，以因應學生的需要，讓學生能有機會跨科（學程）依性向、興趣，自由選修各學程課程，可跨學程（科）、跨年級選課，經試探課程後，可選修適合興趣的課程學習。

### 完全中學
即中學同時設立國中部以及高中部。教育部為因應高中需求的增加，因此推動六年一貫制，將數所國中改制為完全中學，並藉以推動高中職社區化。

### 九年一貫
1998年教育部提出「九年一貫課程總綱要」，提出「十項基本能力」，並以「七大學習領域」取代過去的分科學習；90學年度（2001年）正式實施，先從國小一年級開始推行，隔年延伸至二年級還有四、七年級同時推行，為台灣教育史上幅度最大的課程改革。
- 爭議：
  - 實施過於倉卒，2001年由小一開始實行，2002年就擴及一、二、四、七年級，使原本學習舊課程的學生適應困難，產生教學上的障礙。
  - 將課程改為合科學習，但師資培育卻是以分科培育，導致非本科系出身的老師「邊教邊學」的情況出現，而領域的劃分方式，如「自然」和「生活科技」歸於同一領域，也被專家質疑。另外也有不少學科專家以先進國家有於初中施行社會及自然科分科教學，質疑這樣學生的知識能力會變差。

### 高中職社區化
教育部希望以充分整合社區教育資源的方式，以建構學生適性發展的學習環境，建立具競爭力之後期中等教育機構，並鼓勵學生就近入學，為十二年國民教育奠定基礎。
- 爭議：高中職社區化的目標是破除明星高中，讓所有學校能達到相同水準，但明星高中和部分家長則表示反對「去菁英化」，並指出消滅明星高中是讓整體教育水平向下拉平。

有關高中職社區化的內容和爭議，在十二年國教的推動中延續。

### 多元入學方案
已於2007年10月22日修法。台灣的多元入學管道主要是參考美國的多元入學方式，以往多數人認為聯考制度是台灣教育病態的根源，而多元入學方案可避免一試定終身的缺點，因此改革考試制度成為重點工作之一。其好處在於，擁有特殊才能的學生可以透過多元入學管道進合適的大學科系就讀，各學校和科系也可以根據自己的需求與特色，篩選適合的學生來就讀。

1. 高中職及五專多元入學管道，包括四項：1.免試入學；2.申請入學；3.甄選入學；4.登記分發入學。
2. 大學入學多元方案，共有「學科能力測驗」（高三上學期期末舉辦）和「指定科目考試」（7月舉辦，自2022年起更名為「分科測驗」）兩種考試成績作為入學的申請依據。入學管道分為「甄選入學」和「考試分發入學」兩類；「甄選入學」又分為「繁星推薦」及「個人申請」兩管道。

#### 爭議
- 公平性遭到質疑：比起過去讓人認為公平、公開的聯考制度，許多人質疑甄選只要通過簡單的基本學力測驗再參加面試，很可能產生關說、走後門、開假證明[41]的事情，也因此不斷有「恢復聯考」的聲浪。
- 高中職免試入學：採計國中在校成績做為分發依據，但段考命題教師可能因命題不公或洩題，造成任教班級成績異常高分，非任教班級異常低分，進而影響學生分發時的排名順序。
- 老師要學生互相改考卷，卻因為學生違反規定自批考卷成績改錯或是分數算錯，為此身心受創。[42]
- 被譏為「多錢入學」：由於多元入學方式讓學生必須花費許多報名費，期間的交通及膳宿費用相當可觀，對經濟弱勢的學生顯然不公平。另外，大學甄試時才藝也是考核重點之一，但社會普遍公認「才藝是錢堆出來的」，培養才藝需要一筆不小的費用，使得城鄉或經濟的差距，造成學生在文化上的劣勢。
- 升學壓力無法紓解：家長及學生為了擠進理想的學校還是會設法競爭，各式補習仍然存在，甚至有部分家長因為要讓孩子在甄試第二關脫穎而出，就把孩子送進各類的才藝班，學生在原有的課業外，又增加了很多的負擔，升學壓力不減反增。
- 自91學年度（2002年）開始國文科不考作文，許多家長與教師認為在考試領導教學的風氣下，學校會忽視作文教學，直接影響學生的國文能力；中央研究院院士許倬雲也提出要求國中基測加考國文作文，獲得院士會議的支持；而媒體也不時刊登令人啼笑皆非的作文，突顯現今中學生的作文能力低落。在各界輿論壓力下，教育部於2004年委託研考會進行的民調，結果顯示459位家中有小孩在學的家長中，76.6%贊成基測加考作文，促使教育部決定96學年度（2007年）開始加考作文，列入成績計算。
- 為了要讓學生符合推薦條件，老師不得不替學生製造表現機會，最常見的做法是讓學生輪流擔任幹部，讓每個學生都有幹部紀錄。

### 大學聯考（指考）不倒扣
2011年6月20日，大考中心宣佈，實施數十年的指定科目考試選擇題倒扣於當年指考取消。取消倒扣的原因是期望提高整體分數，以避免「七分進大學」再次發生。

### 十二年國教、高中社區化及免試入學
為了提升國民質素，促進教育機會均等，縮小教育落差，紓緩升學壓力，教育部希望將義務教育延長至十二年。台灣推動延長國民教育之議，早從1983年起即展開，先後經過10任教育部長，但因為受到許多反對聲浪和財務困窘等因素影響，仍停留在紙上作業階段。
2007年2月27日行政院長蘇貞昌在立法院施政報告宣示，將從該年度開始逐步推動十二年國教，受到各界的關注。3月5日，部長杜正勝宣布各種配套方案要「再研議」，之前的發言不算數，等於一切回到原點。此外，12年國教也因為父母希望子女就讀明星學校，造成明星學區房價飆漲的奇特現象。
2011年1月1日，馬英九宣布啟動12年國教，2011年9月入學國一生開始適用。6月16日，教育部長吳清基表示，十二年國教當下，教育部希望國中教育會考與升學脫勾，但是如果各縣縣市升學要採計會考成績，也不反對。因此被批評會造成「一國多治」。
十二年國教等類似政策，最大的爭議為明星高中的存續。支持者以人本基金會為代表，指出長久以來家長師生爭相競逐明星高中，致使國中小教育受到影響、以致出路不平等；同時也關注享有豐沛資源的明星高中，其學生培育的特權思想。反對者則闡述菁英體制對於人才培育的必要性、同時否認明星高中師生有特權思想。也有投書指出十二年國教會使家長更執著於明星學區，令不平等加劇。
也有意見認為，十二年國教需要考慮各種家長的想法。在2012年4月20日，有談話性節目討論十二年國教的不確定因素太多。

### 特色招生
根據12年國民基本教育政策，2014年時，台灣升高中高職考試分成免試入學及特色招生考試兩種管道。台北基地區的特色招生，仿造國際學生能力評量計劃（PISA）考題，只考閱讀理解素養和數學素養2科。台灣其他地區的特色招生，則維持傳統聯考基測的科目。

#### 後續檢討
- 國策顧問、台大教授黃光國認為「廣設高中大學」的主張在實踐後，讓大學教育改走群眾路線，學術界發表無數「跟屁型」的垃圾論文，卻很少人深入探究論文的內容[53]。
- 李登輝在多年後指責李遠哲引介的美國式教育漏洞百出，認為李遠哲該為教改結局負全責。
- 當年推動教改的主力李遠哲在2016自傳中表示，「廣設大學」不是他的主意，是吳京主導和李登輝同意，他只提議增加公立大學的「容量」，不論真相為何，等於當年教改的主導者都間接承認結局是失敗告終。[54]
- 支持教改者則認為，反對教改的人只是緊抱著「聯考幻想」不放，認為聯考能解決一切問題，卻自動忽略台灣的政經菁英正是聯考世代出身，卻依然在台灣社會中製造出無數問題，聯考根本不是想像中的萬靈丹。

## 註解
1. ↑  西元1990年
2. ↑  西元1991年到西元2001年
3. ↑  根據教育部《95年師資培育統計年報》發現：[23]
  - 公立學校辦理教師甄試，總報考人次12萬2798，錄取人次3,524，錄取率為2.89%。以單一縣市計算，除澎湖縣，其他縣市皆不超過10%；以教育階段別計算，國民小學錄取率只有0.66%。教育部則說明，應考者常同時考數所學校，實際應考人數為36700，競逐3524個教職，總錄取率約1成。
  - 自1997年至2006年，儲備教師人數（有教師資格但未任正式或代理教職）有4萬6154人，約佔36.81%，其中2005、2006兩年度的儲備教師人數分別為1萬1401人、1萬261人，各佔該年度的60.88%、60.56%。

## 資料來源
1. 1 2 3 4  楊思偉. . 師友月刊. doi:10.6437/EM.200404.0000.
2. ↑  3. . 臺灣大百科全書. （原始内容存档于2019-06-08）.
3. 1 2 3  周祝瑛. . 師友月刊. doi:10.6437/EM.200404.0046.
4. 1 2 3 4 5  黃武雄. . 臺北市: 遠流出版事業股份有限公司. 1997: 13. ISBN 957-32-3144-1.
5. ↑  林凱衡. . 信傳媒. 2024-04-30  [2024-07-25]. （原始内容存档于2024-07-26）.
6. 1 2 3 4 5 6  黃武雄. . 臺北市: 遠流出版事業股份有限公司. 1997: 7. ISBN 957-32-3144-1.
7. ↑  吳武典.  (PDF). 當代教育研究季刊: 35–68.
8. ↑  行政院教育改革審議委員會. . 臺灣教育研究資訊網. 行政院教育改革審議委員會. 1996-12  [2024-07-26]. （原始内容存档于2024-07-27）.
9. ↑  行政院教育改革審議委員會. . 臺灣教育研究資訊網. 行政院教育改革審議委員會: 74–76. 1996-12  [2024-07-26]. （原始内容存档于2024-07-27）.
10. ↑  . （原始内容存档于2007-09-28）.
11. ↑  .   [2018-04-16]. 原始内容存档于2007-09-29.
12. ↑  楊瑪利. . 天下雜誌. 2003-09-15, (283).
13. ↑  . 民生報. 2003-07-31.
14. ↑  孫窮理; 陳詩婷. . 苦勞網. 2009-05-27  [2009-10-15]. （原始内容存档于2019-10-02） （中文（臺灣））.
15. 1 2  . sites.google.com.   [2009-10-21]. （原始内容存档于2021-04-17）.
16. ↑  江昭青; 李雅雯. . 親子天下雜誌 (天下出版). 2009-08  [2009-10-15] （中文（臺灣））. [永久]
17. ↑  陳至中. . 中時電子報 (NOWNews). 2009-07-13  [2009-10-15]. （原始内容存档于2009-07-16） （中文（臺灣））.
18. ↑  李丁讚; 張炳煌. . 聯合報. 2009-07-13: A15  [2009-10-15] （中文（臺灣））. [永久]
19. ↑  .[永久]
20. ↑  陳智華. . 聯合報. 2009-07-11  [2009-10-15]. （原始内容存档于2009-08-29） （中文（臺灣））.
21. ↑  駱明慶. . 關於教育. 意識型態咖啡館. 2007-03-02  [2009-10-15]. （原始内容存档于2009-03-07） （中文（臺灣））. 就十二年國教的兩個基本面向而言，透過補貼弭平就讀公私立學校學費差異是一立即可做且爭議不大的。至於降低國中生升學壓力，在既有高中職分流和大學品質與學費結構未變之前，不論如何劃分學區，都難以達到目的。
22. ↑  錢震宇. . 聯合報. 2009-09-10  [2009-10-15]. （原始内容存档于2009-09-14） （中文（臺灣））.
23. ↑  教育部.  (PDF).   [2024-07-25]. （原始内容存档 (PDF)于2024-06-26）.
24. ↑  （繁體中文）《中華民國教育報告書——邁向21世紀的教育遠景》，教育部，1995年
25. ↑  （繁體中文）《教育改革總諮議報告書》，行政院教育改革委員會，1996年
26. ↑  （繁體中文）《大學整併理念與經驗談》，國立嘉義大學前校長楊國賜，2004年
27. ↑  （繁體中文）《97年度全國大學校院經營管理研討會報告案-公、私立大學校院》，高教司，2008年
28. ↑  （繁體中文）《大學系統風潮再起 （页面存档备份，存于）》，教育部政務次長陳德華，99年12月31日
29. ↑  （繁體中文）告別「師」塾 6師院確定轉型教育大學 （页面存档备份，存于），自由時報，2005年3月11日
30. ↑  （繁體中文）教育部得衡酌高等教育整體發展、教育資源分布、學校地緣位置等條件，並輔以經費補助及行政協助方式，擬訂國立大學合併計畫報行政院核定後，由各該國立大學執行。 （页面存档备份，存于）《大學法》第七條
31. ↑  （繁體中文）《國立大學合併推動辦法》
32. ↑  （繁體中文）教育部1020005244B號函 （页面存档备份，存于）
33. ↑  馬信行. . 政大學報. 1992-03, (64): 125–170  [2024-07-25]. （原始内容存档于2024-07-26）.
34. ↑  鄭傑文. .
35. 1 2 3  陳清溪.  (PDF). 研習資訊. 2005, 22 (3): 7-17. [永久]
36. ↑  . 人本教育札記雜誌. （原始内容存档于2009-01-07）.
37. 1 2  林筱庭. . 今週刊. 2012-04-05, (798)  [2024-07-25]. （原始内容存档于2024-07-27）.
38. 1 2  林倖妃.  (477). 2011-07-27.
39. ↑  . 聯合報. 2012-03-09  [2012-03-24]. （原始内容存档于2012-07-14）.
40. ↑  . enews.url.com.tw.   [2019-09-29]. （原始内容存档于2019-10-05）.
41. ↑  成績造假 港明蔡姓組長涉教唆 的存檔，存档日期2012-05-03.
42. ↑  . www.msn.com.   [2019-09-29]. （原始内容存档于2014-04-04）.
43. ↑  . 自由時報. 2008-08-09  [2024-2-3]. （原始内容存档于2015-10-21）.
44. ↑  . www.nownews.com. （原始内容存档于2013-06-23）.
45. ↑   [永久]
46. ↑  .   [2020-02-26]. （原始内容存档于2020-02-26）.
47. ↑  .   [2020-02-26]. （原始内容存档于2020-02-26）.
48. ↑  菁英學校存在之必要 的存檔，存档日期2012-04-29.
49. 1 2  .   [2012-04-24]. （原始内容存档于2012-07-07）.
50. ↑  .   [2012-04-27]. （原始内容存档于2012-11-13）.
51. ↑  .   [2019-09-29]. （原始内容存档于2016-10-01） –www.youtube.com.
52. ↑  .   [2013-02-19]. （原始内容存档于2012-11-13）.
53. ↑  . 蕃新聞.   [2019-09-29]. （原始内容存档于2021-01-02）.
54. ↑  聯合影音. . 聯合影音.   [2018-05-26]. （原始内容存档于2019-07-28）.

## 相關
- 臺灣大專院校整併
- 火車便當大學
- 減負